# Miguel Fuentes del Olmo
Miguel Fuentes del Olmo (Andújar, 1940), es un escultor español.

## Biografía
Formado en la Escuela de la Real Academia de Bellas Artes de San Fernando en Madrid, comenzó a trabajar en 1950. Sus primeras obras destacadas están relacionadas con la escultura religiosa vinculada a la renovación de la iglesia católica y sus templos, algunos nuevos, tras el Concilio Vaticano II. Más tarde, alcanzó el reconocimiento público con su obra civil. Destacado experto en murales monumentales y en la aplicación de nuevos materiales y técnicas escultóricas, ha desarrollado una dilatada labor creativa, tanto en el ámbito civil como eclesiástico, en la que resaltan sus once monumentos públicos y los vitrales de la Catedral de Málaga, fruto de más de una década de trabajo y los de la Basílica de la Virgen del Rocío en Almonte.
Como docente, en 1985 alcanza la plaza de profesor titular en la Universidad de Granada, donde obtiene la cátedra en 1989. Después continúa su trabajo en la cátedra de escultura de la Universidad Hispalense, donde ha desarrollado una importante labor docente e investigadora, especialmente en materia de técnicas escultóricas, que ha servido de referencia y modelo a otras Facultades.
Miguel Fuentes ha expresado, a través de la escultura, el reconocimiento debido a quienes en su día fueron víctimas por defender la libertad. Su labor como artista ha contribuido así a la recuperación de la memoria de quienes, fruto de la injusticia, permanecían olvidados por la historia. Es académico de la Real Academia de Bellas Artes de Santa Isabel de Hungría de Sevilla y de la Real Academia de Bellas Artes de Nuestra Señora de las Angustias de Granada. En 2010, fue galardonado con la Medalla de Andalucía.
En su ciudad natal, Andújar (Jaén), se encuentra en proyecto el Museo de Escultura Abstracta Miguel Fuentes Del Olmo pendiente de apertura al público.